# 야라 쵸뵤

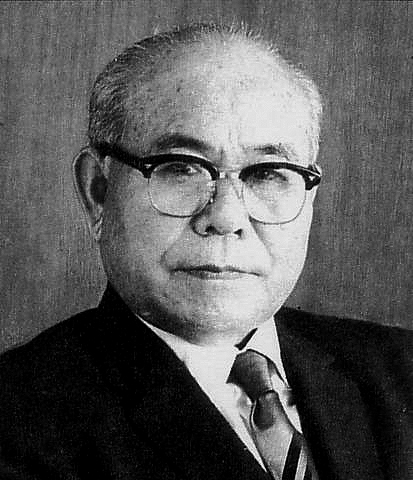

야라 쵸뵤(일본어: 屋良 朝苗: 1902년[명치 35년] 12월 13일 - 1997년[평성 9년] 2월 14일)는 류큐정부 및 오키나와현의 정치인, 교육자다.
1968년 11월부터 유일한 공선행정주석으로서 1972년 5월 오키나와가 일본에 반환될 때까지 그 직을 유지했으며, 복귀 후 오키나와현지사를 2기 지냈다.